# 狩獵會道

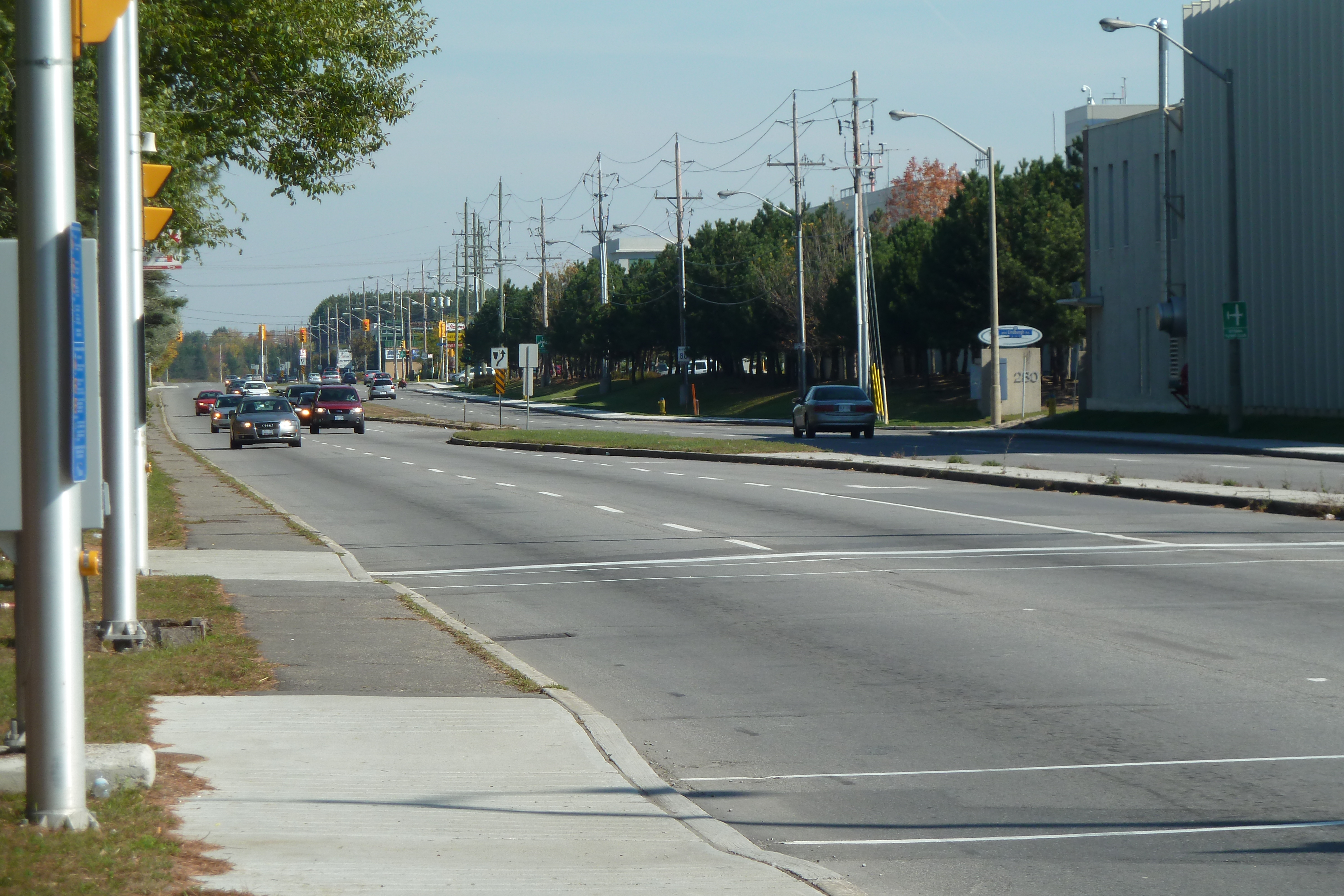
河畔徑以東的狩獵會道

狩獵會道（英語：Hunt Club Road；渥太華32號市道）是加拿大安大略省渥太華的一條東西向主要道路。該道路最初從銀行街以東的盡頭延伸至渥太華狩獵暨哥球會；後來，由於20世紀70年代的地產業繁榮，道路多次擴建，先向西延伸至河畔徑，後於80年代末向東延伸至荷塘道（Hawthorne Road）。介乎銀行街與河畔徑之間的路段原本各方向只有一條車道，1993至1994年間拓寬為各方向雙車道。90年代末，道路進一步延伸穿過麗都河及市郊的南緣至列治文道； 渥太華市府將該條延伸線命名為西狩獵會道（West Hunt Club Road）。狩獵會道向東延伸至藍斯威老附近的417號省道的施工已於2014年8月21日完成。
大部分路段的車速限制為80每小時（50英里每小時），南基斯路段的車速限制則為60每小時（37英里每小時）。
沿路有松林公園（Pine Grove Park）。

## 外部連結
- Hunt Club Bridge Project Information Page （页面存档备份，存于）